# Bảo tàng Eretz Israel

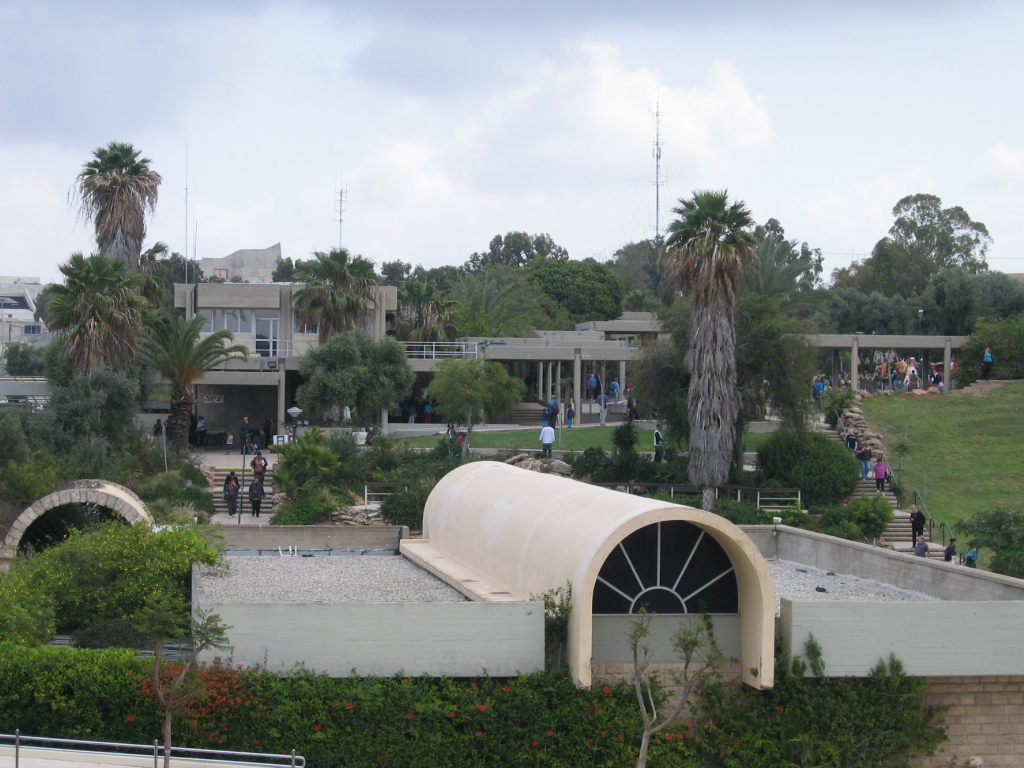

Bảo tàng Eretz Israel là một bảo tàng khảo cổ học, lịch sử và nhân chủng học ở Tel Aviv dành riêng cho lịch sử của cuộc sống người Do Thái ở vùng đất của Israel trước năm 1948. Bảo tàng có một số gian hàng và một công viên khảo cổ lớn.